# Åvaviken

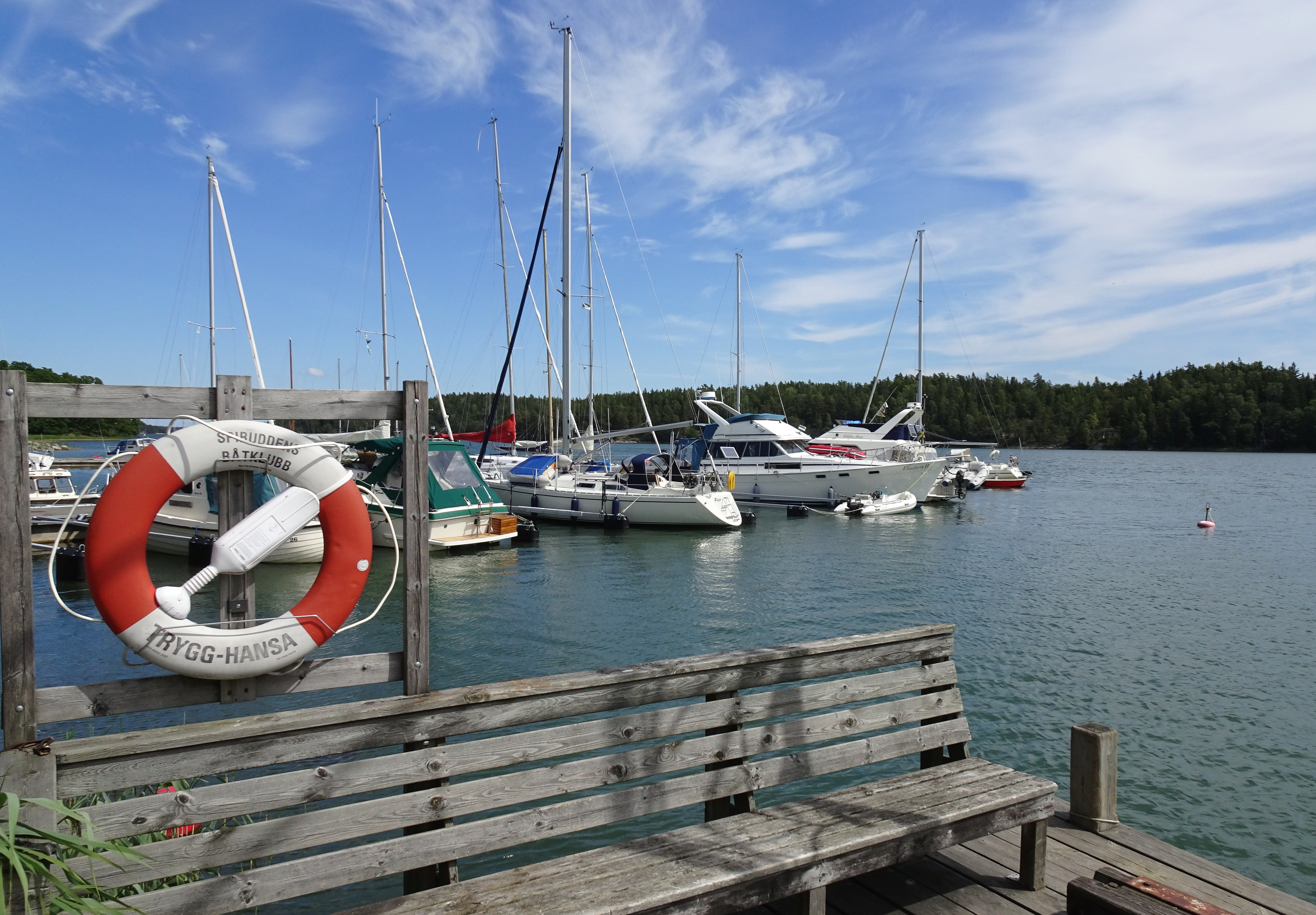
Åvaviken sedd från Spiruddens båtklubb.

Åvaviken (ett äldre namn var Morviken) är en havsvik av Östersjön i Tyresö kommun, Stockholms län. Viken är en del av Tyresta naturreservat.

## Beskrivning
Åvaviken har sitt namn efter Åva gård som ligger något längre in mot land. Viken är cirka 1 700 meter lång och knappt 500 meter bred, djupet är maximalt omkring tio meter. Vid norra sidan ligger en småbåtshamn för Spiruddens Båtklubb som bildades 1992 och längst in i viken finns en badplats. Åvaån har sitt utlopp i Åvaviken. I nordost övergår Åvaviken i Vissvassfjärden.